# Koralczyk maurytyjski
Koralczyk maurytyjski (Alectroenas nitidissimus) – wymarły gatunek gołębia z rodzaju Alectroenas (znanego jako „blue pigeons”), endemicznego dla maskareńskiej wyspy Mauritius leżącej na Oceanie Indyjskim. Dwa spokrewnione z nim gatunki z Maskarenów wymarły, trzy nadal istnieją. Koralczyk maurytyjski jest gatunkiem typowym rodzaju Alectroenas.
Wokół głowy, szyi i piersi występowały białe, poczochrane pióra; reszta upierzenia miała kolor niebieski, zaś sterówki i nagie obszary na głowie – czerwony. Te kolory były uznawane za podobne do barw flagi Holandii, co znalazło odbicie w niektórych nazwach nadawanych temu koralczykowi. Samce wyróżniały czerwone czoła, osobniki młodociane mogły być częściowo zielone. A. nitidissimus mierzył 30 cm długości, był większy i roślejszy od jakiegokolwiek innego gatunku Alectroenas. Swoje białe pióra mógł nastroszyć tworząc kryzę, która była używana podczas zalotów. Głos tego gołębia brzmiał jak „barf barf”, ptak potrafił również gruchać. Żywił się owocami, orzechami i mięczakami, niegdyś był pospolity w lasach Mauritiusa.
Pierwsze wzmianki o koralczyku maurytyjskim pochodzą z XVII wieku; później został opisany jeszcze kilka razy, jednak niewiele relacji dotyczy żywych osobników. Przynajmniej jeden żywy okaz i kilka wypchanych dotarło do Europy w XVIII i XIX wieku. Zachowały się jedynie trzy okazy muzealne, zaś tylko jedna ilustracja przedstawia żywego osobnika. Przypuszczalnie gatunek wymarł w latach 30. XIX wieku wskutek wylesiania i drapieżnictwa.

## Taksonomia

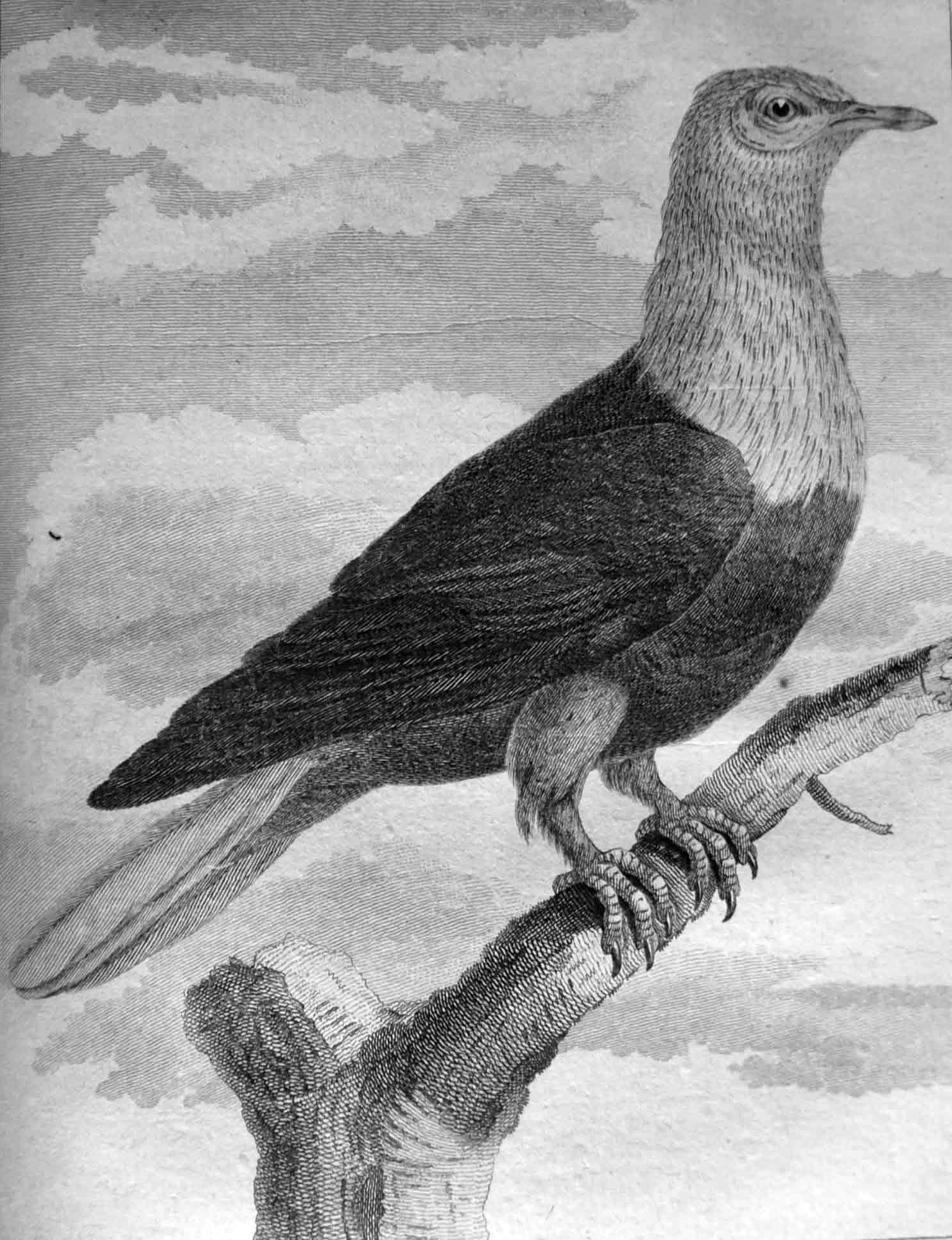
Ilustracja przedstawiająca wypchanego osobnika załączona do opisu Sonnerata z 1782

Pierwsza wzmianka o koralczyku maurytyjskim to dwa szkice pochodzące z dziennika pokładowego holenderskiego okrętu Gelderland z lat 1601–1603. Przedstawione ptaki zdają się być świeżo zabite lub ogłuszone. Ilustracje wykonał holenderski artysta Joris Joostensz Laerle na Mauritiusie, ale nie zostały opublikowane do 1969 . François Cauche w 1651 pokrótce wspomniał „biało-czarno-czerwone gołębie podobne do turkawek” napotkane w 1638, przypuszczalnie jest to pierwsza jednoznaczna wzmianka o gatunku. Autorem następnego opisu był Jean-François Charpentier de Cossigny, ukazał się w połowie XVIII wieku.
Pierre Sonnerat zainteresował ornitologów nowym gatunkiem w 1782, nazywając go Pigeon Hollandais (holenderskim gołębiem), określeniem nawiązującym do ubarwienia łączącego biel, ciemny niebieski i czerwień, które przypominało Sonneratowi holenderską flagę. Podczas podróży w 1774 zebrał dwa okazy . Te syntypy zostały przekazane do Muzeum Historii Naturalnej w Paryżu. Do 1893 jeden z nich, MNHN n°C.G. 2000-727, nadal istniał, został jednak uszkodzony kwasem siarkowym podczas fumigacji. Po tym, jak Sonnerat nazwał i opisał koralczyka maurytyjskiego w języku francuskim, opisanie gatunku naukowo i nadanie mu binominalnej nazwy przypadło Scopolemu, który sam nie obserwował gatunku, a jedynie zlatynizował opis Sonnerata. Nadał mu nazwę Columba nitidissima, która znaczy „najbardziej olśniewający gołąb”. Kiedy Johann Friedrich Gmelin ponownie opisywał gatunek, przydzielił mu epitet gatunkowy franciae („Francji”) w 1789, nawiązując do obecnie znanej, a wtedy wprowadzonej dopiero trójkolorowej flagi francuskiej. Pierre Joseph Bonnaterre użył epitetu batavica („holenderski”) w jego opisie z 1790.
Inny okaz trafił do paryskiego muzeum w 1800, odłowił go Colonel M. Mathieu dla Louisa Dufresne. Został sprzedany w 1819 i wraz z innymi okazami trafił do Edynburga, gdzie przechowywany jest w National Museum of Scotland jako MU No. 624. Nie został rozpoznany jako koralczyk maurytyjski, dopóki w 1879 roku nie obejrzał go Alfred Newton. Ostatni znany nauce okaz muzealny został pozyskany po odstrzeleniu osobnika w dystrykcie Savanne w 1826 i przekazany Julienowi Desjardinsowi, założycielowi Mauritius Natural History Museum w Port Louis, gdzie nadal się znajduje. Zachował się jednak w złym stanie. Jedynie te trzy wypchane koralczyki zachowały się do czasów współczesnych. W 1840 George Robert Gray nadał – nowemu wówczas – rodzajowi nazwę Alectroenas. Takson został utworzony specjalnie dla koralczyka maurytyjskiego (alektruon z greki oznacza udomowionego kura, zaś oinas – gołębia). Alectroenas nitidissima to gatunek typowy rodzaju, do którego należą wszystkie koralczyki zwane w języku angielskim „blue pigeons”. Binominalną nazwę A. nitidissima skorygowano na A. nitidissimus w 2014.
Szczątki subfosylne koralczyka maurytyjskiego zostały odnalezione na bagnie Mare aux Songes przez Théodore Sauziera w 1889. Kolejne zebrał Etienne Thirioux około 1900 roku. Prawdopodobnie pochodzą z okolic Le Pouce i Plaine des Roches.

### Ewolucja
Gołębie z rodzaju Alectroenas są ze sobą silnie spokrewnione i szeroko rozprzestrzenione w zachodniej części Oceanu Indyjskiego. Są allopatryczne i mogą być uznane za jeden nadgatunek. Obecnie wyróżnia się trzy niewymarłe gatunki, należą do nich: koralczyk niebieskawy (A. madagascariensis), koralczyk srebrnogłowy (A. sganzini) oraz koralczyk czerwonogłowy (A. pulcherrimus) . Trzy spośród wysp Maskarenów były domem dla trzech odrębnych gatunków, każda dla innego (koralczyk maurytyjski, koralczyk rodrigueski oraz nieopisany jeszcze gatunek z Reunionu). W porównaniu do innych gołębi przedstawiciele rodzaju Alectroenas to średnie po duże, krępe ptaki z relatywnie dłuższymi skrzydłami i ogonem. Wszystkie gatunki mają na głowie i szyi nastroszone pióra, którymi mogą poruszać. Tibiotarsus jest stosunkowo długi, a tarsometatarsus (skok) krótki. Możliwe, że skolonizowały Maskareny, Seszele lub obecnie zatopioną wyspę w okolicy plamy gorąca dzięki międzywyspowej kolonizacji („island hopping”). Mogły wyewoluować w osobny rodzaj, jeszcze zanim dotarły na Madagaskar. Najbliżej spokrewniony z Alectroenas gołąb to strzępopiór (Drepanoptila holosericea) z Nowej Kaledonii, od którego oddzieliły się 8–9 mln lat temu . Ich przodkami są prawdopodobnie owocożery z rodzaju Ptilinopus z południowo-wschodniej Azji i Oceanii .

## Morfologia

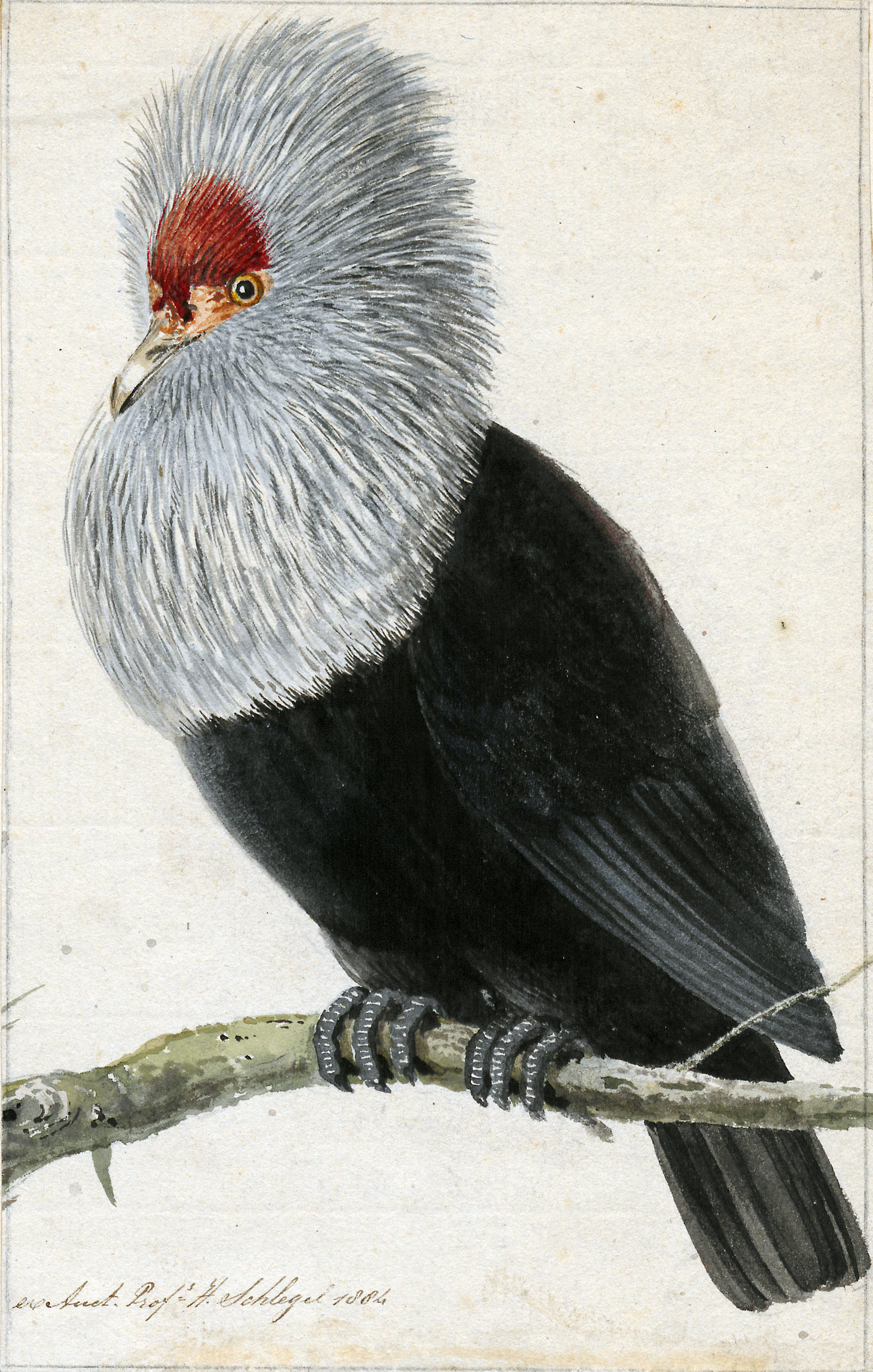
Ilustracja przedstawiająca żywego samca prezentującego białe pióra; G. Haasbroek, ok. 1790

Głowę, szyję i pierś koralczyka maurytyjskiego porastały srebrzystobiałe pióra, długie, sztywne i ostro zakończone, zwłaszcza te na szyi. Połać jaskrawej, czerwonej nagiej skóry otaczała oko i ciągnęła się przez policzki do dzioba o zielonawym kolorze i ciemniej końcówce. W upierzeniu reszty ciała dominował kolor indygo, zaś grzbiet, barkówki i skrzydła miały metaliczną, niebieską barwę. Nasada zewnętrznych sterówek częściowo była czarniawa, niebieska. Same sterówki i pokrywy nadogonowe miały kolor kasztanowy. Nogi cechowała barwa łupkowa. Czerwonopomarańczowa tęczówka miała wewnątrz żółty pierścień. Sam ptak mierzył 30 cm długości, jego skrzydło – 208 mm, ogon – 132 mm, górna krawędź dzioba – 25 mm, zaś skok 28 mm . Koralczyk maurytyjski był największym przedstawicielem rodzaju, zaś jego dekoracyjne białe pióra były dłuższe i pokrywały większy obszar.
Inaczej niż u trzech zachowanych okazów muzealnych, dwie spośród trzech ilustracji (trzecia jest czarno-biała) przedstawiających żywego osobnika trzymane w okolicach 1790 w Holandii przedstawiają czerwone czoło u ptaka. U koralczyka czerwonogłowego ptaki obu płci mają czerwone czoło, a Julian Hume zasugerował, że na ilustracji przedstawiono samca, który opisany został przez Cossigniego w środku XVIII wieku jako „o wiele bardziej przystojny” od samicy. Zdaniem Hume’a spreparowane ptaki to samice. A maurytyjska kobieta opowiadająca o swojej obserwacji gatunku w okolicach 1815 wspomniała zielony jako jeden z kolorów upierzenia. Młode koralczyki czerwonogłowe i srebrnogłowe mają zielone pióra, więc obserwacja mogła dotyczyć właśnie młodocianego osobnika.
Niektóre przedstawienia i opisy pokazują nogi koralczyka maurytyjskiego jako czerwone, jak u koralczyka niebieskawego. Nogi okazu z paryskiego muzeum zostały pomalowane na czerwono po zejściu naturalnego koloru, prawdopodobnie skutek inspiracji tymi opisami. Nogi pozostałych dwóch spreparowanych osobników nie zostały przemalowane i kolor wypłowiał do żółtawobrązowego. Ta cecha nie jest wspomniana we współczesnych opisach i takie wyobrażenie o kolorze nóg przypuszczalnie jest błędne. Na niektórych współczesnych rekonstrukcjach koralczyka maskareńskiego przedstawiono z pofalowaną nagą skórą jak u koralczyka czerwonogłowego. Ta cecha nie była zachowana w znanych współcześnie opisach, zanim raport Johannesa Pretoriusa z pobytu na Mauritiusie z lat 60. XVII wieku nie został opublikowany w 2015; autor wspomniał o „brodawkowatej twarzy” tego gołębia.

## Ekologia i zachowanie

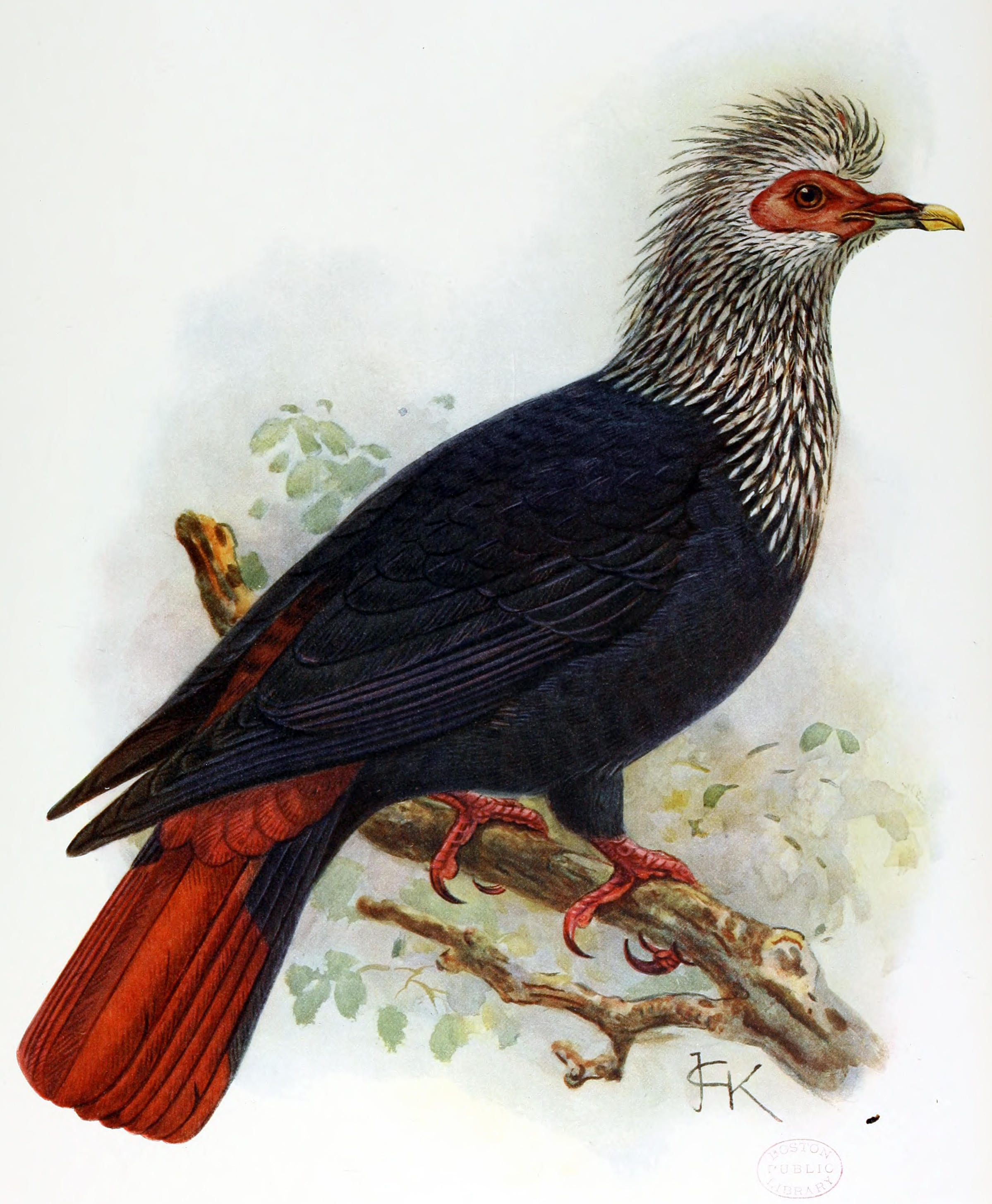
Ilustracja z 1907 (autor: John Gerrard Keulemans) przedstawiająca paryski okaz; nogi są wypłowiałe

Znanych jest kilka opisów zachowania tego ptaka; nieopublikowane notatki Desjardinsa zagubiły się. W okolicach 1790 jeden okaz przywieziono do ówczesnych Niderlandów, gdzie przeżył w menażerii Wilhelma V Orańskiego trzy miesiące, a następnie padł z powodu obrzęku. Znane są jedynie dwie ilustracje przedstawiające tego osobnika żywego, ich autorem jest G. Haasbroek. Pokazują samca w trakcie zalotów, stroszącego swoje ozdobne białe pióra na kształt kryzy. To typowe zachowanie dla gołębi Alectroenas, potrafią one również wprawiać te pióra w wibracje. Arnout Vosmaer na odwrocie jednej z ilustracji zapisał taką notatkę dotyczącą zalotów i głosów:

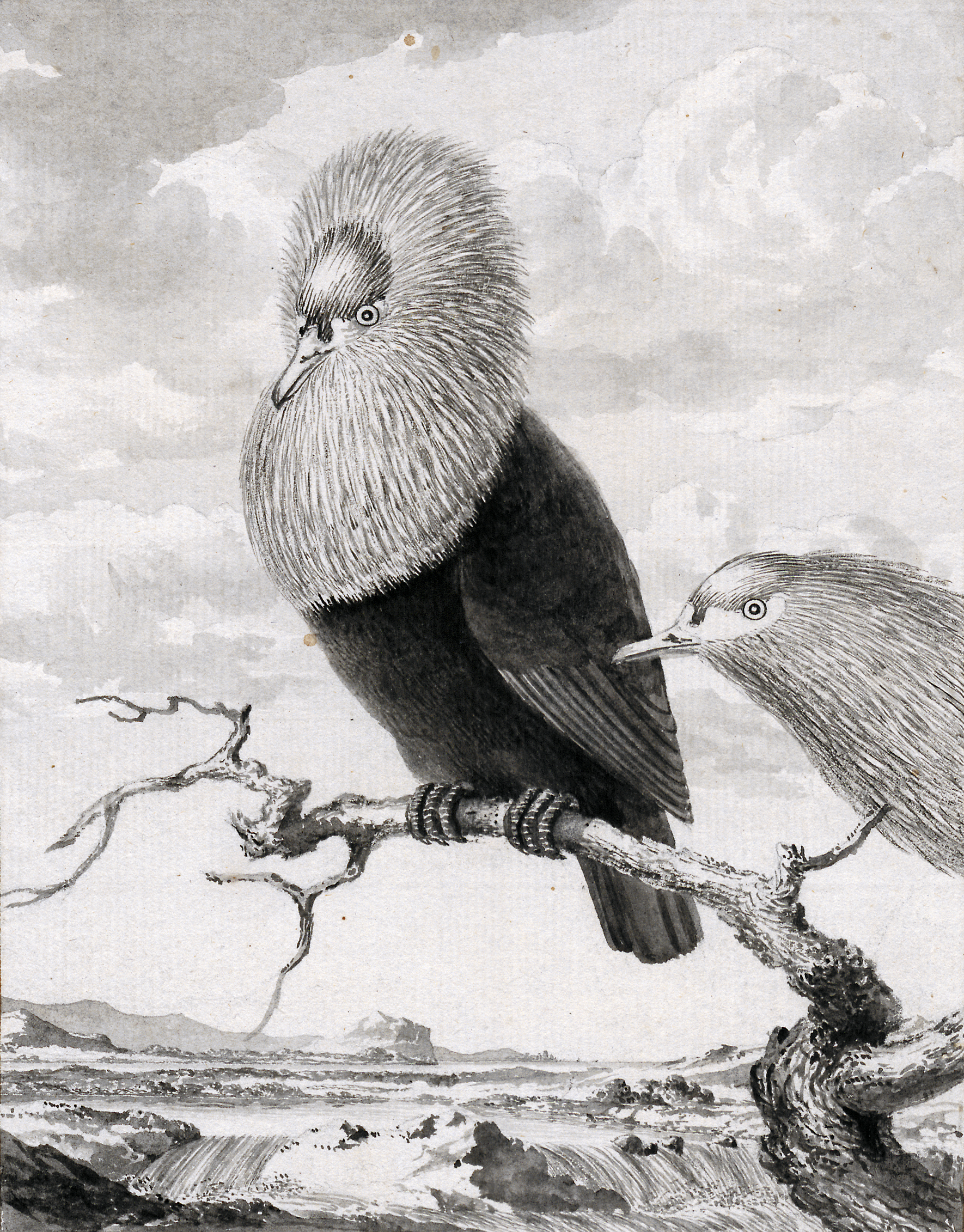
Ilustracja przedstawiająca samca z nastroszonymi i gładko leżącymi białymi piórami; G. Haasbroek, ok. 1790

Te [gołębie są] ciemnoniebieskie z piórami głowy o barwie ołowiu, które mogą postawić jak kołnierz, zostały mi przysłane z Przylądka, ale pochodzą z wyspy Mauritius. [Zostały] zaprezentowane dworowi przez Barona I. N. E. van Lynden [w] 1790 i nazwane Pavillons Hollandais. Tylko jednego otrzymałem żywego, ale kilka miesięcy później padł z powodu obrzęku. Wieczorem, między 11 a 12 i wiele razy w ciągu nocy odzywał się przyjemnie 10 do 12 dźwiękami, następującymi szybko jeden po drugim, a brzmiącymi jak Baf Baf [wymawianie Barf Barf], zaś w ciągu dnia czymś w rodzaju gruchania

Koralczyki maurytyjskie prawdopodobnie żyły w parach lub grupach w wilgotnych, górskich lasach wiecznie zielonych, jak niewymarłe pokrewne im gatunki. Szczątki subfosylne znaleziono na centralnym zachodzie, centralnym wschodzie i południowo-wschodniej części Mauritiusa, co wskazuje na niegdysiejszy szeroki zasięg gatunku. Przed 1812 Jacques Gérard Milbert napisał, że samotne osobniki przebywały w dolinach rzecznych. Prawdopodobnie stały się rzadsze podczas francuskich rządów na Mauritiusie (1715–1810), kiedy nizinne obszary tej wyspy zostały niemal całkowicie wylesione.
Wiele innych endemitów Mauritiusa wyginęło wraz z nadejściem człowieka, toteż pierwotny ekosystem wyspy jest poważnie naruszony i trudny do odtworzenia. Przed przybyciem ludzi Mauritius był całkowicie zalesiony, jednak wskutek wycinki lasów niewiele z nich pozostało na wyspie . Niewymarłe endemity nadal są poważnie zagrożone . Koralczyk maurytyjski żył razem z innymi wymarłymi obecnie endemitami, jak dodo (Raphus cucullatus), chruścielowiec rdzawy (Aphanapteryx bonasia), aleksandretta szara (Psittacula bensoni), papuga maurytyjska (Lophopsittacus mauritianus), uszatnik duży (Mascarenotus sauzieri), łyska maskareńska (Fulica newtonii), kazarka maurytyjska (Alopochen mauritiana), cyraneczka maskareńska (Anas theodori) i ślepowron maurytyjski (Nycticorax mauritianus). Do wymarłych gadów Mauritiusa należą Cylindraspis inepta, Cylindraspis triserrata, Didosaurus maurtianus i Bolyeria multocarinata. Rudawka maskareńska (Pteropus subniger) i ślimak Tropidophora carinata żyły na Mauritiusie i Reunionie, ale wymarły na obu wyspach. Niektóre rośliny, jak Casearia tinifolia i storczyk Angraecum palmiforme, także wyginęły.

### Pożywienie

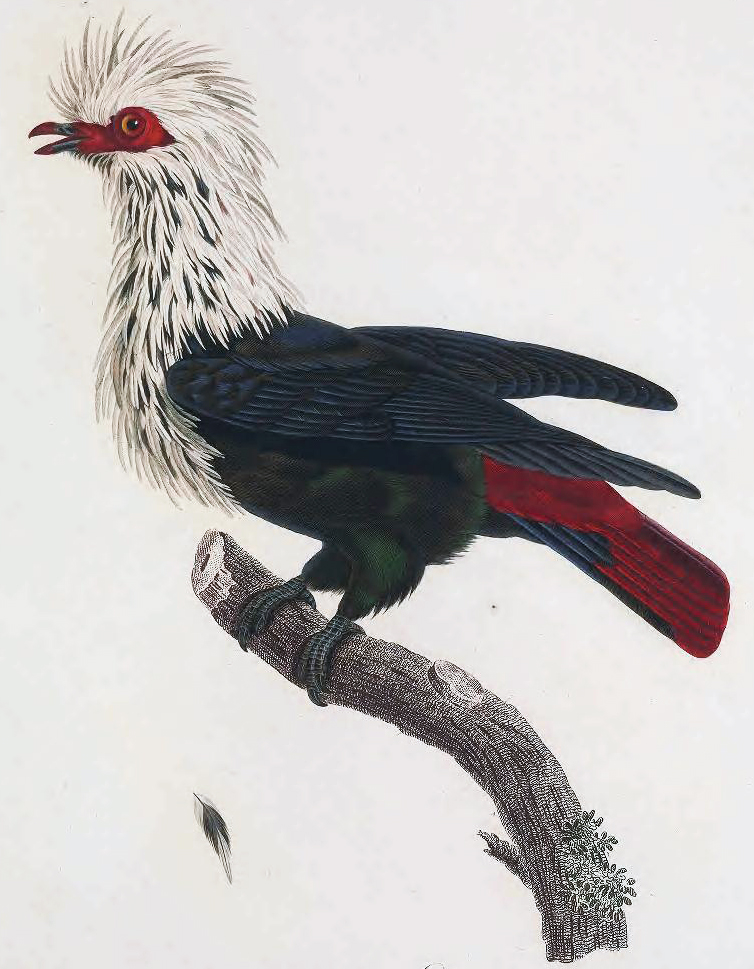
Ilustracja z 1811 autorstwa Pauline Knip i Césara Macreta

Owoce i orzechy prawdopodobnie stanowiły trzon diety koralczyka maurytyjskiego i prawdopodobnie jak inni przedstawiciele rodzaju przebywał w górnych partiach roślinności i sezonowo wędrował w miejsca obfitujące w pokarm. Cossigny w połowie XVIII wieku wykonał sekcję jednego okazu i potem przesłał go do de Réaumura z listem opisującym jego odkrycia. Żołądek mięśniowy i wole zawierały cztery „orzechy”, Cossigny uznał je za nasiona Calophyllum tacamahaca lub Labourdonnaisia calophylloides. Koralczyki: srebrnogłowy i czerwonogłowy również żerują na nasionach C. tacamahaca, zaś u tego pierwszego w trawieniu pomaga mocny żołądek mięśniowy. W 1812 Jacques Gérard Milbert spisał jedyną notatkę dotyczącą zachowania gatunku w naturze:

Drugi to gołąb z grzywą; mieszkańcy Ile de France [Mauritius] nazywają go holenderskim gołębiem; głowa, szyja i klatka piersiowa są ozdobione długimi, białymi piórami, które ptak może wznosić, jeśli zechce; reszta ciała i skrzydła są w ładnym, głębokim fioletowym kolorze; koniec ogona jest fioletowawoczerwony. To jeden z najpiękniejszych gatunków swojego rodzaju ... Drugi spośród tych ptaków żyje samotnie w dolinach rzecznych, gdzie wielokrotnie go widywałem, bez możliwości odłowienia jednego. Zjada owoce i słodkowodne mięczaki.

Stwierdzenie, jakoby koralczyk maurytyjski miał zjadać rzeczne mięczaki, skrytykowali Alphonse Milne-Edwards i Emile Oustalet w 1893, z którymi w 1967 zgodził się James Greenway, jako że przedstawiciele Alectroenas prowadzą głównie nadrzewny tryb życia. Zauważono jednak, że wiele owocożernych gołębi, jak Ptilinopus i Gallicolumba, zaiste okazjonalnie zjada mięczaki i inne bezkręgowce. Dwa gatunki Nesoenas mają zjadać słodkowodne ślimaki, a jednego obserwowano przy łapaniu ropuchy. Milbert mógł równie dobrze odnieść się do nadrzewnych ślimaków, bo przedstawiciele Alectroenas rzadko zlatują na ziemię. Odżywianie się ślimakami mogłoby zapewnić ptakom wapń niezbędny do produkcji jaj. Pretorius spróbował trzymać w niewoli młodocianego i dorosłego koralczyka maurytyjskiego, jednak wszystkie ptaki padły. Przyczyną był prawdopodobnie fakt, że gatunek ten niemal wyłącznie żywił się owocami, podobnie jak inne gołębie z rodzaju Alectroenas.

## Wymarcie

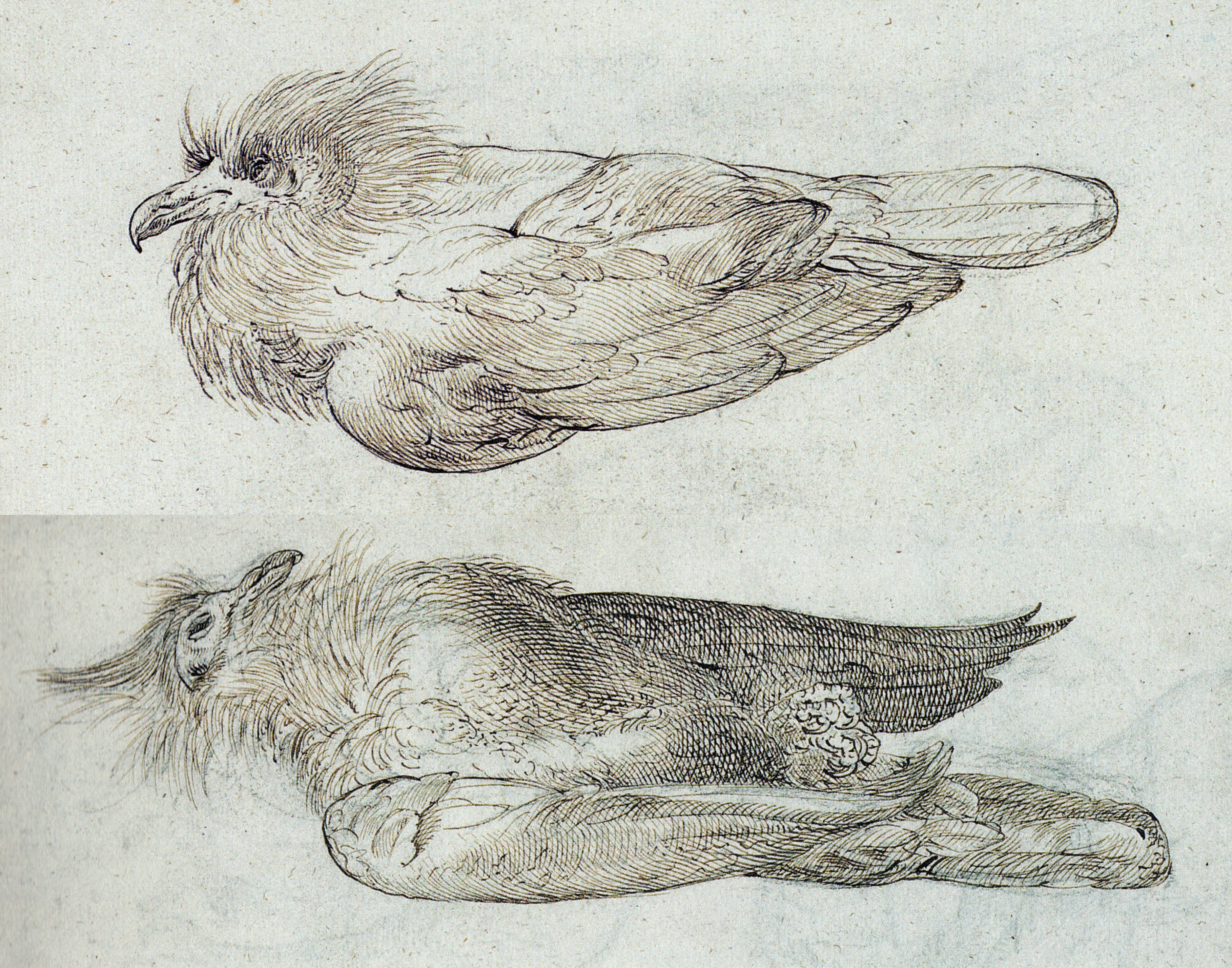
Szkice przedstawiające świeżo zabite ptaki z dziennika pokładowego okrętu Gelderland, 1601

Koralczyki maurytyjskie żyły na wyspie razem z ludźmi przez około 200 lat. Zanik populacji łączy się z wycinką lasów, która jest zagrożeniem również dla żyjących gołębi Alectroenas. Niewiele lasów zostało na wyspie do 1859. Owocożerne ptaki często potrzebują dużych połaci lasów różnych typów, by zapewnić sobie urozmaicone pożywienie z owoców, które pojawiają się nieregularnie. Inne gołębie z rodzaju Alectroenas przesiadują na pozbawionych liści gałęziach, co czyni je narażonymi na ataki kłusowników.
Cossigny odnotował, że do 1755 gatunek stał się rzadki, ale 23 lata wcześniej był jeszcze pospolity; przypisał spadek populacji wycince lasów i polowaniu przez zbiegłych niewolników. Z drugiej strony Pierre Joseph Bonnaterre twierdził, że w 1790 koralczyki maurytyjskie były nadal liczne na wyspie. Pomimo że kilku autorów (Milbert, 1812; Bernardin de Saint-Pierre, 1773; Oustalet, 1897) jednoznacznie stwierdziło, że mięso A. nitidissimus nie było trujące, za takie właśnie uchodziło, podobnie jak mięso synogarlicy rdzawosternej (Nesoenas mayeri). Mimo to był odławiany dla mięsa, a niektóre wczesne opisy zachwalały jego smak, co potwierdza, że reputacja ta nie była uzasadniona. Współcześni przedstawiciele rodzaju również uchodzą za jadalne i wskutek tego są powszechnie odławiani i prawdopodobnie pewna populacja została dzięki polowaniom wytępiona w atolach Farquhar i Providence. Koralczyki maurytyjskie były łatwe do złapania dzięki zanikowi zachowań obronnych spowodowanemu brakiem zagrożeń ze strony drapieżników (ang. island tameness).

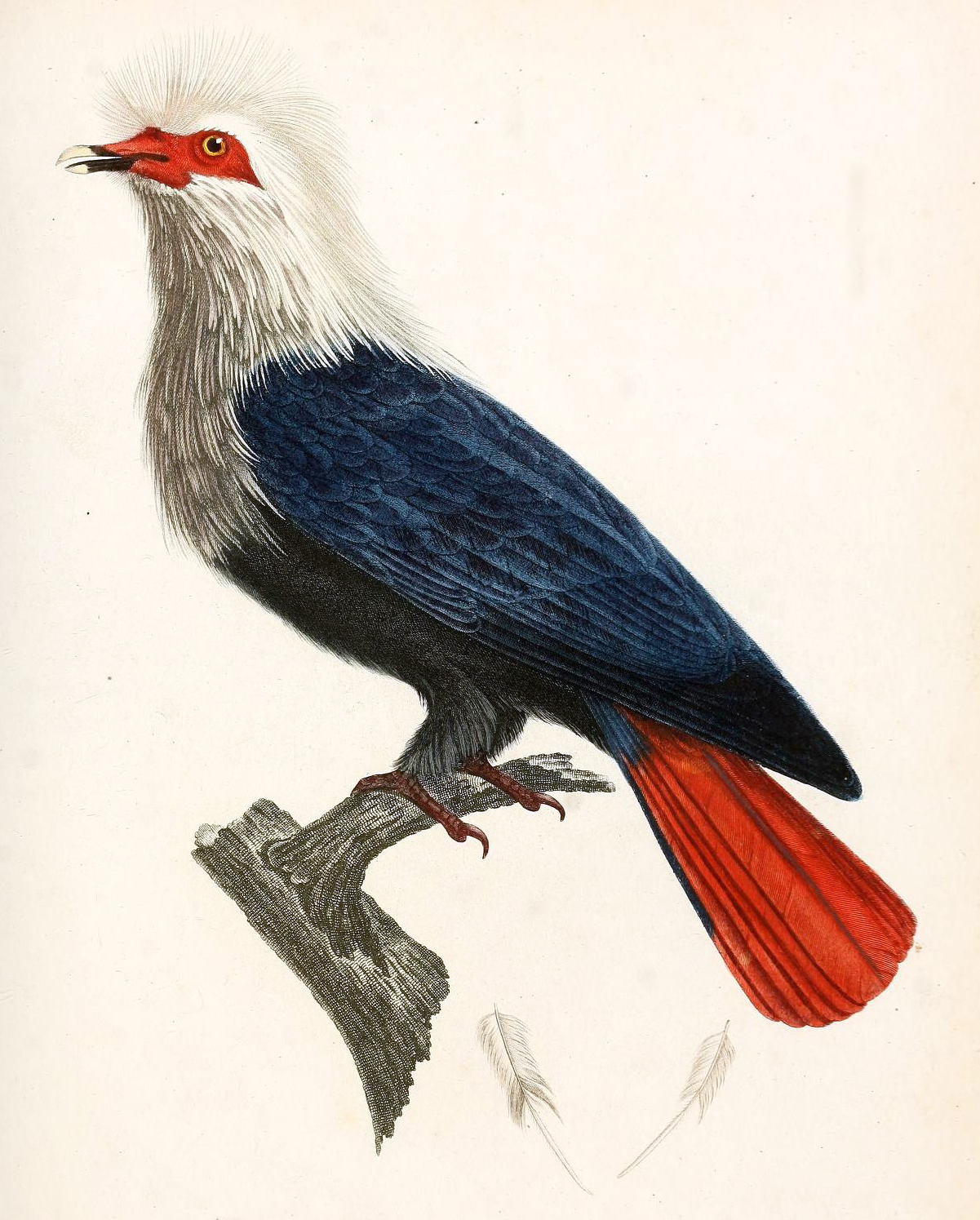
Ilustracja z 1808; J. Reinold

Ostatni potwierdzony osobnik został odstrzelony w dystrykcie Savanne w 1826, jednak raport Desjardinsa z 1832 sugeruje, że przedstawicieli gatunku nadal można było spotkać w odizolowanych fragmentach lasu w centrum wyspy. Edward Newton (przekonany, że ptak ten wciąż nie wymarł) w 1863 wypytał dwóch mieszkańców o gołębia, a ich relacje wskazują na to, że mógł on przeżyć co najmniej do 1837. Pierwszy przepytany mieszkaniec twierdził, że zabił dwa ptaki, kiedy generał James Simpson stacjonował na wyspie, mogło to być w latach 1826–1837. Drugim mieszkańcem była kobieta, która widziała gołębie w tym czasie, i opowiedziała o łowach w okolicy 1815 na bagnistym obszarze nieopodal Black River Gorges (południowo-zachodni Mauritius):

Kiedy była dziewczynką i zwykła chodzić do lasu ze swoim ojcem de Chazalem, widziała pewne ilości holenderskich gołębi i Merles [Hypsipetes olivaceus], z czego oba były tak łagodne, że można było je ogłuszyć kijem i jej ojciec w ten sposób zabijał więcej ptaków niż przez strzelanie, jako że była nerwowym dzieckiem. Ojciec zawsze ostrzegał ją przed wystrzałem, jednak zachęcała go do ogłuszenia ptaka kijem i nie strzelania – mówi, że ostatniego holenderskiego gołębia widziała 27 lat temu, zaraz po poślubieniu biednego, starego Moona; został on [gołąb] przyniesiony z lasu przez Maronów. Mówi, że był on większy niż ten łagodny gołąb i miał wszystkie kolory tęczy, zwłaszcza na głowie; czerwony, zielony i niebieski

Można wywnioskować, że koralczyk maurytyjski wymarł w latach 30. XIX wieku. Oprócz niszczenia środowiska i odłowu ptaków za wymarcie mogły odpowiadać również wprowadzone na wyspę drapieżniki, jak makak krabożerny (Macaca fascicularis) .